# أمانة المكتبات في أمريكا وحقوق الإنسان
يرتبط مفهوما أمانة المكتبات في أمريكا وحقوق الإنسان بفلسفة المتخصصين في المكتبات والمعلومات وممارستهم إياها فيما يتعلق بدعم الحقوق المنصوص عليها في الإعلان العالمي لحقوق الإنسان، ولا سيما الحقوق الراسخة في الإعلام والمعرفة وحرية التعبير.
أطلقت جمعية المكتبات الأمريكية، وهي الصوت الوطني للمهنة في الولايات المتحدة، بيانات وسياسات ومبادرات تدعم حقوق الإنسان من خلال التأكيد على الحرية الفكرية والخصوصية والسرية، وحقوق الناس كافة في الوصول إلى خدمات المكتبة ومواردها على أساس عادل. يسهم العمل اليومي لأمناء المكتبات في النمو الشخصي والإثراء وقدرات الأفراد، ما يُعد نهجًا متكاملًا للنهوض بحقوق الإنسان.  
يتمتع أمناء المكتبات، فرديًا وجماعيًا، بتاريخ طويل من المشاركة في قضايا حقوق الإنسان من حيث صلتها بالمكتبات والمجتمعات التي يخدمونها: فيقفون ضد الرقابة والتمييز؛ ودعمًا لحقوق المهاجرين والأقليات الثقافية والفقراء والمشردين والعاطلين عن العمل وذوي الإعاقة والأطفال والشباب ومجتمع الميم وكبار السن والأميين والسجناء. كما يحمي أمناء المكتبات حقوق الإنسان من خلال تطوير مجموعات وبرامج وخدمات متنوعة، والحفاظ على السجلات الثقافية والتاريخية.

## فلسفة أمانة المكتبات الأمريكية فيما يتعلق بحقوق الإنسان

### القيم الأساسية
حقوق الإنسان هي أخلاقيات مهنية يسترشد بها أمناء المكتبات. تحدد جمعية المكتبات الأمريكية، التي تُعد صوت المهنة في الولايات المتحدة، القيم الأساسية لأمانة المكتبات مثل الوصول إلى المعلومات والسرية/الخصوصية والديمقراطية والتنوع والتعليم والتعلم مدى الحياة والحرية الفكرية والحماية والصالح العام والمهنية والخدمة والمسؤولية الاجتماعية.
يُعد الوصول إلى المعلومات «حقًا أساسيًا» تستند إليه حقوق الإنسان الأخرى، لأن المعلومات ضرورية لدعم المواطنين المطَّلعين الذين يعرفون حقوقهم وما تفعله حكومتهم، أو لا تفعله، لاحترام تلك الحقوق. يدعم الوصول الحر والمتساوي إلى المعلومات أيضًا حق الجميع في التعلم مدى الحياة، سواء للإثراء الشخصي أو بناء القدرات الفردية أو لتحقيق هدف معين، مثل بدء عمل تجاري أو تعلم برامج جديدة أو اسكتشاف التاريخ الثقافي أو العثور على الرعاية الصحية.
تُعد المساواة في الوصول، وهو مجال عمل رئيسي في جمعية المكتبات الأمريكية، أمرًا أساسيًا لفلسفة أمانة المكتبات. يجب أن يتأتى للناس كافة، «بغض النظر عن العمر أو التعليم أو العرق أو اللغة أو الدخل أو القيود المادية أو الحواجز الجغرافية»، الوصول إلى المعلومات التي يحتاجونها. يُعد الآتي من بين الطرق العديدة التي يعمل بها أمناء المكتبات لخدمة جميع السكان: العمل على إزالة الحواجز التي تحول دون الخدمة، وتوفير المواد بلغات مختلفة، وتوظيف موظفين ثنائيي اللغة وثنائيي الثقافة، وتقديم دورات محو الأمية واللغة الإنجليزية كلغة ثانية. تتبنى جمعية المكتبات الأمريكية سياسات تُعنى بحرية الوصول للجميع، ومنهم القُصر، ومجتمع الميم، وذوي الإعاقة، والسجناء، والفقراء، والأقليات الثقافية، والمشردين، والمهاجرين، والأشخاص من جميع الفئات العمرية. تتناول سياسة الجمعية أيضًا التنوع من حيث المساواة في الوصول إلى موارد المعلومات والخدمات والتقنيات، خاصة بالنسبة لأولئك الذين يواجهون حواجز لغوية وثقافية وغيرها.
يشير اعتماد جمعية المكتبات لـ «المسؤولية الاجتماعية والصالح العام» بصفتهما قيمة تنظيمية أساسية إلى أن أمناء المكتبات يتحملون مسؤولية مقاومة تهديدات الحرية الفكرية والدعوة إلى المبادئ الديمقراطية وحقوق الإنسان؛ والتصدي، من خلال العمل الاجتماعي، للأسباب الجذرية لمشاكل مثل التمييز والفقر والتشرد، التي تعوق المشاركة الكاملة والمتساوية.

## المنظمات البارزة

### المؤتمر المشترك لأمناء المكتبات الملونين
يدعو المجلس المشترك لأمناء المكتبات الملونين إلى تلبية الاحتياجات الشائعة بين الجمعيات الوطنية لأمناء المكتبات الملونين.  انعقد المؤتمر المشترك الأول لأمناء المكتبات الملونين في مدينة دالاس من 12 إلى 15 أكتوبر عام 2006، والثاني في عام 2012 في مدينة كانساس سيتي بولاية ميزوري، والثالث في عام 2018 في مدينة ألباكركي في ولاية نيومكسيكو، والرابع في عام 2023 في مدينة سانت بيت بيتش بولاية فلوريدا.